# Edwin Tenorio
Edwin Tenorio (Esmeraldas, 16 juni 1976) is een Ecuadoraanse profvoetballer.

## Clubcarrière
Tenorio is een middenvelder die zijn carrière begon bij SD Aucas. In 1999 vertrok hij naar Club Jorge Wilstermann in de Boliviaanse competitie, maar een jaar later keerde hij alweer terug bij SD Aucas. In 2002 nam Barcelona Sporting Club de middenvelder over en tot eind 2006 kwam hij uit voor de club uit Guayaquil. In december 2006 werd hij voor twee maanden geschorst wegens zijn betrokkenheid bij een massale vechtpartij tussen de spelers van Barcelona en LDU Quito, waarna hij de club uit Guayaquil verliet en ging spelen voor zijn huidige club, LDU Quito.

## Interlandcarrière
Tenorio maakte zijn debuut voor het nationale elftal op 14 oktober 1998 in een wedstrijd tegen Brazilië. Hij maakte zowel deel uit van de selectie voor het WK voetbal 2002 als de selectie voor het WK 2006. Tot en met 12 augustus 2007 speelde Tenorio 75 interlands, waarin hij nooit tot scoren kwam.
| WK-statistieken           | Club                    | Positie      | W |   |   | D | A |   |   |   |
| ------------------------- | ----------------------- | ------------ | - | - | - | - | - | - | - | - |
| WK voetbal 2002 - Ecuador | SD Aucas                | Middenvelder | 2 | 0 | 2 | 0 | 0 | 0 | 0 | 0 |
| WK voetbal 2006 - Ecuador | Barcelona Sporting Club | Middenvelder | 4 | 1 | 0 | 0 | 0 | 0 | 0 | 0 |

## Erelijst
Deportivo Quito
- Campeonato Ecuatoriano

2008, 2009